# Володимир Панов
Панов Володимир Олександрович (рос. Панов Владимир Александрович, 10 жовтня 1975, Горький) — російський політик. Нижньогородський міський голова з 17 січня 2018 по 6 травня 2020 року.
Депутат  Держдуми РФ VII скликання, заступник голови комітету Думи РФ з екології та охорони навколишнього середовища (2016—2018), член Генеральної ради партії «Єдина Росія» , голова нижегородського регіонального відділення «Опора Росії».

## Життєпис
Народився 10 жовтня 1975 року у місті Горькому. За національністю росіянин.

### Освіта та професійна діяльність
Закінчив школу № 40. 1997 року закінчив економічний факультет  Нижньогородського державного університету ім.  Лобачевського.  Спеціальність — менеджер.  Вчений ступінь — кандидат економічних наук.  Тема дисертації (2000) була пов'язана з його роботою в недержавному пенсійному фонді «Норс»: «Управління соціально-економічною інфраструктурою корпорацій: На прикладі пенсійних фондів».
З 2001 по 2004 рік був індивідуальним підприємцем, займався роздрібною торгівлею одягом.
З 2014 по 2016 рік — співвласник, виконавчий директор, голова ради директорів ЗАТ «Кофебук», який надає послуги в сфері громадського харчування.
Був головою ради директорів одного з найбільших мінераловатних заводів Росії ВАТ «Мінвата», а також власником мережі Milo  Group включає в себе ряд магазинів ювелірних виробів і бутиків одягу світових брендів.
З 2006 по 2007 рік — Голова місцевого самоврядування міста Кстово, голова Міської Думи міста Кстово I скликання, перебував у конфлікті з частиною депутатського корпусу та районної виконавчої владою: на початку 2017 року за позовом адміністрації Кстовського району Нижегородський обласний суд визнав недійсним складу кстовской міськдуми. Раніше, в грудні 2006 року відразу четверо депутатів Кстовской міської думи оголосили про зняття з себе повноважень і Міська дума позбулася кворуму. 12 місяців вона фактично не працювала в результаті того, що більше половини депутатів склали свої мандати на знак протесту проти політики Панова на посаді міського голови. На дострокових виборах 2 грудня 2007 року він знову був обраний у депутати Міської Думи міста Кстово II скликання і був ним до закінчення повноважень у 2010 році, проте позбувся посади голови.
З 2007 по 2014 рік — Голова Ради директорів ТОВ «Будівельні матеріали».
З 2010 по 2015 рік — Депутат міської Думи міста Нижнього Новгорода V скликання. Був головою постійної комісії міської Думи Нижнього Новгорода з майна і земельних відносин.
З 2010 по 2016 рік — Секретар КСПО ВПП «Єдина Росія» по Московському району Нижнього Новгорода.
В 2012 році став співзасновником ТОВ «Молоко Казань».
З 2015 по 2016 рік — депутат міської Думи міста Нижнього Новгорода VI скликання, на виборах переміг з результатом близько 53 % голосів у своєму окрузі.
З 2015 року — Голова регіонального відділення ТОВ «Опора Росії»

### Обрання в Державну думу
18 вересня 2016 року Володимир Панов обраний депутатом Державної Думи Росії від Нижегородського округу № 129, набравши 46 % голосів (87,5 тисяч виборців), випередивши кандидата від КПРФ Дениса Вороненкова, раніше представляв виборців цього округу в Державній думі
.

### Кар'єра після виборів у Державну думу
З 2017 року — член Генеральної Ради Партії «Єдина Росія»
У жовтні 2017 року Тимчасовий виконувач обов'язків губернатора Нижегородської області Гліб Нікітін запропонував кандидатуру Володимира Панова на посаду мера Нижнього Новгорода

### Мер Нижнього Новгорода
17 січня 2018 року був обраний новим мером Нижнього Новгорода. 6 травня 2020 року пішов у відставку в зв'язку з підвищенням в Росатом. Депутати міської думи одообрілі відставку. Тимчасово виконуючим обов'язки Міського голови призначений перший заступник Юрій Шалабаев.

## Бізнес-партнери
Основним бізнес-партнером депутата Держдуми Панова був Михайло Маркевич. Він є директором більшості ТОВ, засновником яких виступав Володимир Панов. Серед партнерів по бізнесу був власник кількох преміум-ресторанів Олександр Табунщиків. Бізнес-партнером в Казані вважався підприємець Едуард Нікітін. Згідно офіційної звітності, найприбутковіші з підприємств, що належали Володимиру Панову, станом на 2017 рік — ТОВ «Мило/голд», ТОВ «Сохо груп», ЗАТ «Кофебук» За даними бази Seldon basis, станом на жовтень 2017 року був співвласником 28 діючих компаній з виручкою більше 1 мільярда рублів за підсумками 2016 року.  У січні 2018 року, напередодні обрання на пост мера Нижнього Новгорода, вийшов зі складу засновників цих компаній, перевівши свою частку або на родичку Ніну Панову, або на своїх давніх ділових партнерів - Михайла Маркевича, Андрія Миронова і Едуарда Нікітіна.

## Законотворча діяльність

### Законопроєкти про тварин
У 2013 році секретар місцевого відділення «Єдиної Росії» і заступник голови Законодавчих зборів Олександр Табачників доручив Панову зайнятися розробкою місцевого зоозахисного законодавства.  В результаті в 2015 році депутати прийняли в другому остаточному читанні закон «Про бездоглядних тварин», розроблений Пановим, який передбачав заміну традиційного безповоротного вилову бродячих собак новаторською методикою ЧСВВ по індійському зразком: після проведення стерилізації  собак випускали на вулиці Нижнього Новгорода для вільного проживання.  Реалізація на практиці цієї методики викликала ряд конфліктних ситуацій, пов'язаних з нападом стерилізованих собак на громадян і неодноразове виникнення вогнищ сказу в місті в 2016 році